# Notogrammitis angustifolia
Notogrammitis angustifolia är en stensöteväxtart. Notogrammitis angustifolia ingår i släktet Notogrammitis och familjen Polypodiaceae.

## Underarter
Arten delas in i följande underarter:
- N. a. angustifolia
- N. a. nothofageti